# Jamaica, Land We Love
"Jamaica, Land We Love" je nacionalna himna od Jamajke. Riječi je napisao Hugh Sherlock, uglazbio ju je Robert Lightbourne, a aranžirao Mapletoft Poulle.

## Stihovi naengleskom
Eternal Father, Bless our land

Guard us with thy mighty hand

Keep us free from evil powers

Be our light through countless hours

To our leaders, Great Defender,

Grant true wisdom from above

Justice, truth be ours forever

Jamaica, land we love

Jamaica, Jamaica, Jamaica, land we love

Teach us true respect for all

Stir response to duty's call

Strengthen us the weak to cherish

Give us vision lest we perish

Knowledge send us, roma Heavenly Father,

Grant true wisdom from above

Justice, truth be ours forever

Jamaica, land we love

Jamaica, Jamaica, Jamaica, land we love

## Vanjske poveznice
- Jamaican Government site on the Anthem (with lyrics) and Pledges  Arhivirana inačica izvorne stranice od 11. listopada 2013. (Wayback Machine)
- Sound file (mp3)